# Parc natural de Cumbre Vieja
Cumbre Vieja és un parc natural a l'illa de La Palma, a les illes Canàries. Abasta tot el centre-sud de l'illa, estenent-se per 6 municipis. El 19 de setembre del 2021 es va iniciar una erupció volcànica en l'àrea, encara en curs, ocasionant pèrdues de biodiversitat, econòmiques (habitatges, finques, locals, negocis, instal·lacions, etc.) i el desallotjament dels habitants de les localitats pròximes.

## Protecció
El parc va ser creat segons la Llei 12/1987, de 19 de juny, de Declaració d'Espais Naturals de Canàries, com dos espais separats, el parc natural de Cumbre Vieja i Teneguía i el paratge natural d'interès nacional de Coladas del Volcán de Martín. Tots dos van ser units per la Llei 12/1994, de 19 de desembre, però els Volcans de Teneguía van formar un espai protegit independent. El parc a més és zona de sensibilitat ecològica, i la part nord del parc és zona de protecció pre-parc del Parc Nacional de la Caldera de Taburiente.

## Valors
El Parc cobreix gran part del sud de l'illa, abastant els municipis de Breña Alta, Breña Baja, Mazo, El Paso i Fuencaliente i és travessat de nord a sud per una sendera anomenada popularment Ruta dels Volcans inaccessible per a vehicles de rodes i homologat de gran recorregut, que passa per tots els cons importants i que ofereix vistes impressionants d'ells així com de l'illa i d'altres illes veïnes.
A la zona es localitzen gran part dels cons volcànics producte de l'activitat fissural de l'últim milió d'anys inclosos la majoria de les erupcions històriques de l'illa. Tots aquests processos eruptius s'alineen seguint l'eix central de Cumbre Vieja amb laves que van discórrer pels pendents, arribant a la mar a vegades i arribant a guanyar terreny a la mar. El sector més septentrional del parc pertany a una unitat geològica molt més antiga anomenada Paleopalma.
Pel que fa a la biota més rellevància destaquen les comunitats de pi canari (Pinus canariensis) en el sector occidental. En el costat oriental són notables comunitats de fayal-bruguerar i de laurisilva. Les zones més elevades compten amb matollar de muntanya.
Respecte a la fauna alberga comunitats d'ocells com Columba junoniae i Columba bollii, aligots (Buteo buteo insularum), esparvers (Accipiter nisus) i Pyrrhocorax pyrrhocorax barbarus.

## Hipòtesi del gran lliscament
L'any 2000 el científic britànic Simon Day va dirigir un polèmic projecte de recerca que va acabar amb un documental en la BBC en el qual consideraven la possibilitat del col·lapse de part de l'illa en una futura erupció en els dominis d'aquest parc natural, amb el consegüent lliscament de gran part de l'illa a la mar que provocaria un megatsunami que arribaria des del Canadà fins a l'Argentina i arrasaria tota la costa est dels Estats Units, destruint ciutats com Nova York, Washington D.C. o Miami. Si bé és cert que pot representar un possible escenari, les possibilitats que ocorri en un futur pròxim són molt remotes, ja que hauria de ser un tipus d'erupció molt concreta, una freatomagmàtica, i tenint en compte la reduïda grandària de l'aqüífer de l'illa això és poc probable.
Aquest tipus de lliscaments ja s'han donat a Canàries diverses vegades al llarg de la història, fins i tot a l'illa de la Palma, que va ser el que va donar origen a la Caldera de Taburiente. No obstant això, aquests lliscaments van succeir fa milers d'anys i, per tant, no estan documentats, encara que es poden veure els seus efectes.